# Áudios de Arthur do Val
Os áudios de Arthur do Val se referem aos áudios enviados pelo político Arthur do Val, mais conhecido como "Mamãe Falei", a um grupo de amigos, durante uma viagem à fronteira da Ucrânia no contexto da invasão da Ucrânia pela Rússia em 2022. Nos áudios, Arthur fez declarações consideradas sexistas e machistas, a mais notável delas afirmando que "[ucranianas] são fáceis porque são pobres". Os áudios foram vazados ao jornal Metrópoles e logo tiveram ampla repercussão na mídia, além do repúdio de diversas organizações e personalidades, incluindo o então presidente do Brasil, Jair Bolsonaro. Após o caso, Arthur retirou sua pré-candidatura ao governo de São Paulo. Após a aprovação do processo de cassação de seu mandato no Conselho de Ética, ele renunciou ao cargo de deputado no dia 20 de abril. Mesmo após a renúncia, teve seu mandato cassado.

## Contexto

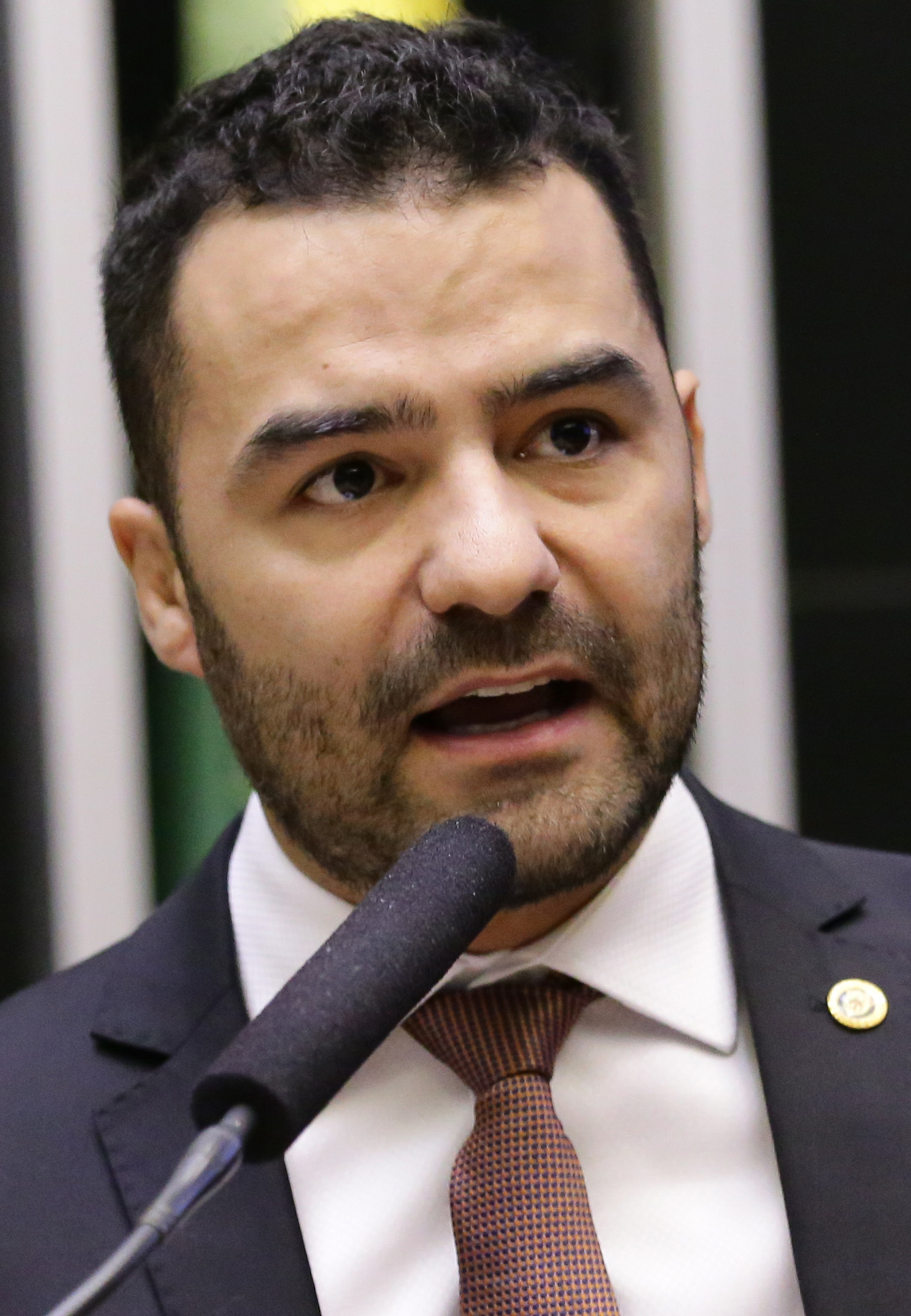
Arthur do Val em 2019

### Viagem à fronteira da Ucrânia
No final de fevereiro de 2022, Arthur do Val e Renan Santos gravaram um vídeo no aeroporto de Frankfurt viajando para a fronteira da Eslováquia com a Ucrânia para cobrir a invasão da Ucrânia pela Rússia em 2022. Também criticaram a neutralidade de Jair Bolsonaro e Lula perante a guerra. A dupla foi criticada na internet, incluindo pelo Senador da República, Flávio Bolsonaro. Eles afirmam ter pago a viagem de ida com o próprio dinheiro. Arthur afirma que arrecadou 115 mil reais para ajudar na guerra. De acordo com ele, parte do dinheiro seria usado para comprar suprimentos que seriam doados aos voluntários, e outra parte iria para o Exército da Ucrânia.

### Áudios
Enquanto Arthur voltava ao Brasil de sua viagem à fronteira da Ucrânia, em um furo jornalístico de Gustavo Zucchi, publicado no dia 4 de março pelo colunista do Metrópoles Igor Gadelha, foram vazados áudios de Arthur, onde ele faz diversos comentários machistas, dizendo, por exemplo, que ucranianas "são fáceis porque são pobres", e que usava seu número de seguidores para atrai-las. Alegou que fila de refugiados teria mais mulheres bonitas do que a "melhor balada do Brasil", e que encontrou "doze policiais deusas, que você casa e faz tudo que ela quiser [...] quatro dessas eram minas que, você, se ela cagar, você limpa o cu dela com a língua". Finalizou dizendo que pretendia voltar ao país após a guerra. Arthur alega ainda que Renan Santos viajava pelos países europeus "só pra pegar loira".

#### Transcrição
“Mano, só vou falar uma coisa para vocês: acabei de cruzar a fronteira a pé aqui, da Ucrânia com a Eslováquia, maluco, eu juro por deus,  eu nunca na minha vida, ó eu tenho 35 anos cara, eu nunca na minha vida, nunca, nunca vi nada parecido assim em termos de mina bonita, assim... a fila das refugiadas irmão, imagina uma fila sei lá de... sei lá... nem sei não eu tô sem palavras cara, sei lá de 200 metros mais... só... assim, só deusa, só deusa, assim só deusa, é... é.. só é... sem noção, cara, é inacreditável, é um bagulho assim... fora de série, assim é se você pegar a fila da melhor balada do Brasil, a melhor na melhor época do ano, não chega aos pés da fila dos refugiados aqui.

Maluco é assim... eu tô mal eu tô triste, assim... porque é inacreditável. Ah sim... elas são gold diggers que chama né? Eu tenho... o Renan ele faz uma viagem todo ano, é que nos últimos três anos ele não fez, ele chama de "tour de blonde" o que que ele faz: ele viaja os países e vai só para pegar loira, só que ele tem técnica já, já tá avançado, pra começar que ele fala sueco, então assim o cara é viciado nisso, e ele, ele me deu umas dicas por exemplo, você nunca pode ir para as cidades litorâneas, você nunca pode ir para cidades que tem as melhores baladas, você tem que para cidades normais, porque aí você pega as minas assim: você não pega ela na balada, você não pega ela na praia, você pega ela no mercado,  você pega ela na padaria, você pela ela na... que nem a recepcionista do hotel que deu em cima de mim aqui... oh meu Deus! falei não é possível que está acontecendo né, é uma mentira, um filme, não é possível é... e é isso né, e essas cidades mais pobres elas são as melhores assim... realmente ainda é... assim... é assim, juro por Deus cara, é outro mundo. Eu tenho 35 anos cara, eu nunca vivi isso e eu nem peguei ninguém aqui, eu não peguei ninguém aqui, mas assim, só a sensação de saber que eu poderia fazer e sentir como alguém... enfim, já sabem né... já tô comprando minha passagem para o leste europeu ano que vem, assim que chegar em São Paulo.

Mano eu tô mal, tô mal, tô mal, eu passei agora... são quatro barreiras alfandegárias, são duas casinhas na... em cada país, mano, eu juro para vocês, eu contei, foram doze policiais deusas, deusas, mas deusas, assim que você... casa e assim... você faz tudo que ela quiser, assim eu tô... cara, assim... eu não tenho nem palavras para expressar, quatro... quatro dessas, assim... eram 'minas' assim... que você... tipo, mano, nem sei te dizer, se ela cagasse, você limpa o cu dela com a língua, inacreditável, inacreditável cara, assim que essa guerra passar eu vou voltar pra cá. Ah e detalhe hein mano, detalhe, um detalhe: elas olham cara, elas olham, e vou te dizer: são fáceis porque elas são pobres e aqui cara, o meu... a minha carta do Instagram né, cheio de inscritos, funciona demais, funciona demais, depois eu conto a história, colei... nossa... sério não peguei, ninguém mas eu colei em duas minas, que a gente não tinha tempo, em dois grupos de 'minas' e assim inacreditável a facilidade. Essas 'minas' em São Paulo, você dá "bom dia" ela ia cuspir na tua cara e aqui elas são super-simpáticas super-gente boa, é inacreditável, inacreditável.”

## Repercussão
O fato foi amplamente noticiado em diversos jornais, e teve repercussão internacional. O presidente do Brasil, Jair Bolsonaro, classificou a fala como "tão asquerosa que nem merece comentário". A deputada Mônica Seixas, do PSOL, afirmou que, se a autoria dos áudios fosse comprovada, pediria a cassação do mandato de Arthur: "Quebra grave de decoro, além de violência de gênero com as mulheres ucranianas". Sergio Moro, que tinha apoiado a viagem de Arthur e era seu aliado político, lamentou o ocorrido e pediu posicionamento rápido do partido, dizendo que tem "uma vida pautada pela correção e pelo respeito a todos — tanto no campo público quanto na vida privada". Guilherme Boulos disse que "ir a um país em guerra para assediar mulheres desesperadas é nojento demais". O governador de São Paulo, João Doria, considerou o ocorrido "repudiante", "inaceitável" e "vergonhoso". O vereador Fernando Holiday, ex-integrante do MBL, disse: "As declarações atribuídas a Arthur do Val são deploráveis e injustificáveis". Fernando Haddad ironizou, dizendo: "Outra gafe verbal, Moro?" O MBL decidiu se desfiliar do Podemos, mas continuaram a apoiar a pré-candidatura de Moro nas eleições de 2022.
A cúpula do Movimento Brasil Livre disse que analisaria os áudios. O Podemos, em nota assinada pela presidente da sigla, Renata Abreu, classificou as falas como "gravíssimas e inaceitáveis", e anunciou a abertura de um procedimento disciplinar interno que investigaria o caso. A Secretaria da Mulher escreveu uma nota de repúdio "pelas declarações ofensivas e desrespeitosas às mulheres ucranianas e brasileiras", e disse que acionaria "os órgãos responsáveis, inclusive a Assembleia Legislativa do Estado de São Paulo, para que sejam tomadas todas as providências cabíveis". O senador Humberto Costa, presidente da Comissão de Direitos Humanos do Senado, afirmou que pretende convocar o deputado "para explicar as declarações misóginas, machistas e atentatórias à dignidade humana". Eduardo Bolsonaro disse que acionaria o Ministério Público contra Arthur. A ministra da Mulher, da Família e dos Direitos Humanos, Damares Alves, comentou que pediria a "cassação imediata" do mandato do deputado, chamando-o de "nojento", "baixo" e "sujo", e classificando as falas como "horripilantes".
A deputada estadual Isa Penna alegou que recebeu uma ligação de Arthur "para saber o quão fodido ele está": "eu não só disse que eu acho que o áudio dele é escroto, como disse que acho que tá muito ferrado", e afirmou que entraria com uma representação jurídica contra o deputado. O deputado estadual Paulo Fiorilo escreveu que a situação é "inaceitável e inacreditável", e a deputada federal Carla Zambelli disse que o comportamento de Arthur foi "vil e cruel". A deputada federal Sâmia Bomfim afirmou que do Val "objetifica mulheres" e saiu do Brasil para ganhar "likes", chamando-o de "machista asqueroso". A deputada federal Jandira Feghali declarou que os áudios são "estarrecedores", e que causam "nojo, indignação, repulsa". O presidente do Partido Socialismo e Liberdade, Juliano Medeiros, pediu a cassação do mandato do Arthur. Gil Diniz disse que o deputado é "sem caráter, um anão físico e moral", e Janaina Paschoal afirmou que o caso é "revoltante" e "triste". O senador e líder do Cidadania, Alessandro Vieira, também criticou a fala, chamando-o de "exibicionista". A deputada estadual Marina Helou, do Rede Sustentabilidade, classificou o episódio como uma "afronta" a todas as mulheres. Segundo ela, não se tratam apenas de "declarações infelizes", mas de um exemplo "cru" do patriarcado.
O vice-presidente da CPI da Covid, o senador Randolfe Rodrigues, chamou o episódio de "repugnante e inaceitável, por todas as razões, sobretudo de ordem humanitária. Atitude típica de delinquente", e chamou Arthur de "abjeto, nojento, totalmente sem escrúpulos, sem moral ou humanidade!" Políticos do partido de Arthur, o Podemos, pediram a expulsão de Arthur. O senador Alvaro Dias declarou: "Minha posição é de pedir a ele que se desligue do partido e, se não concordar, que se decida pela expulsão". O deputado José Nelto afirmou que "ele vai pagar o preço", e que "o melhor para ele agora é pedir para sair do partido imediatamente para não ser expulso". A ex-embaixatriz da Ucrânia Fabiana Tronenko pediu a cassação do mandato de Arthur, e chamou-o de "cretino" e "vagabundo". O encarregado de negócios da Embaixada da Ucrânia no Brasil, Anatoliy Tkach, qualificou os comentários como "inaceitáveis". A Representação Central Ucraniana-Brasileira pediu ao presidente da Assembleia Legislativa de São Paulo, Carlão Pignatari, a cassação do mandato de Arthur. A Sociedade Ucraniana do Brasil afirmou que os áudios ofendem "não só as mulheres que foram citadas, mas a todas. Atinge também nossa origem e história". O jornalista Jamil Chade escreveu uma carta para Arthur em sua coluna no UOL, sobre "a condição feminina na guerra e na paz", onde comenta sobre o que viu em campos de refugiados e o desespero dessas pessoas. A namorada de Arthur, Giulia Blagitz, anunciou o término da relação em suas redes sociais.
No dia 7 de março, o âncora e apresentador do Jornal da Band,  Eduardo Oinegue, pronunciou-se sobre o caso dizendo que:
| “                             | (...) E o conselho de ética da Assembleia Legislativa de São Paulo já recebeu 10 representações pedindo a cassação do deputado estadual Arthur do Val, que resolveu ir para a Ucrânia para gravar imagens suas levando alimentos para as vítimas de guerra. Coisa de gente corajosa. E voltou ao Brasil com outra gravação, que é coisa de gente covarde. De gente que chama as ucranianas refugiadas de mulheres fáceis porque são pobres. E diz que não ficou com nenhuma delas porque não deu tempo. No áudio, o deputado fala, e com tom de desejo confesso, de uma das três mazelas mais terríveis das guerras desde que o mundo é mundo: a violência sexual contra as mulheres. Uma atrocidade que só rivaliza com a tortura e com o genocídio. | ” |
| — Eduardo Oinegue, jornalista | |   |

Internacionalmente, Arthur do Val foi ameaçado por grupos extremistas ucranianos. O jornal Folha de S.Paulo chegou a produzir uma reportagem sobre o tema, mas posteriormente decidiu tirá-la do ar alegando que não haveria interesse público para justificar a publicação das ameaças.

## Resposta
No dia seguinte, ao desembarcar no Aeroporto Internacional de Cumbica, em Guarulhos, Arthur do Val confirmou a autoria dos áudios, dizendo que estava errado, que aquele não era seu pensamento e que sua fala "foi um erro, em momento de empolgação". Ele alegou que "houve um mal entendido" e que as "pessoas estão misturando os áudios com outro contexto": "Eu fui fazer uma coisa, mandei um áudio infeliz e a impressão que passou é que fui fazer outra coisa". Logo depois, publicou em seu canal um pedido de desculpas, e anunciou que estaria retirando sua candidatura ao governo de São Paulo. No dia 6, Arthur publicou um vídeo de 28 minutos onde aparece comprando doações para os ucranianos ainda no lado da Eslováquia e entregando os suplementos já em território da Ucrânia, para rebater as críticas de que viajou para fazer turismo sexual, dizendo: "Falar que eu fui para lá para fazer turismo sexual ou outro tipo de coisa... Por favor, assista o vídeo e tire a sua própria conclusão". Em entrevista à Folha de S.Paulo, Arthur disse que decidiu se afastar do MBL.
Arthur apareceu no programa Domingo Espetacular, da RecordTV, no dia 13 de março, onde falou sobre a controvérsia, sendo entrevistado por Carolina Ferraz. Arthur reconheceu que deveria amadurecer e considerou os áudios 
como vergonhosos, mas comentou: "O que eu quis dizer é que os países que são mais pobres são mais acessíveis. E são mesmo". Ele alega que os pedidos de cassação foram uma "ferramenta que encontraram para acabar com um opositor político", e que já recebeu ameaças de morte.

## Processo de cassação
Logo após o vazamento, deputados da Assembleia Legislativa de São Paulo (Alesp) disseram que acionariam o Conselho de Ética e Decoro Parlamentar, o que foi feito no dia 6. Quinze deputados estaduais assinaram uma representação contra Arthur, protocolada na Alesp, pedindo que o parlamentar seja investigado por cometimento de ato de quebra de decoro e responda a um processo disciplinar, resultando na perda de seu mandato. O documento diz: "Na condição de Deputados e Deputadas Estaduais, queremos registrar perante este Conselho de Ética e Decoro Parlamentar nosso repúdio ao teor sexista, misógino, indigno e violento dos áudios". No dia 7, todos os 21 pedidos contra Arthur foram unidos em apenas um. Caso seja decidido que Arthur será cassado, a decisão precisará ser aprovada pela Mesa Diretora da Casa e em seguida receber o voto da maioria dos deputados na Alesp.

### Defesa prévia
Paulo Henrique Franco Bueno, advogado de Arthur do Val, entregou a defesa prévia pedindo que a cassação do Arthur do Val não fosse admitida pelo colegiado por ser juridicamente impossível. A tese é baseada no livro Contra o Sistema da Corrupção, de Sergio Moro. Seus argumentos são:
- As mensagens foram vazadas ilegalmente
- Por terem sido enviadas em privado, as mensagens se enquadram em crime de opinião, que não é ilícito
- O conselho não tem competência para julgar um crime cometido no exterior
- Arthur estava licenciado do cargo durante o vazamento

Também pediu o afastamento da Marina Helou do julgamento por ser parcial por ter se manifestado a favor da cassação.

### Conselho de ética
A Alesp rejeitou a defesa e instaurou o processo. Os membros do conselho são os seguintes:
| Nome                      | Partido      |
| ------------------------- | ------------ |
| Delegado Olim (relatoria) | PP           |
| Adalberto Freitas         | União Brasil |
| Barros Munhoz             | PSDB         |
| Campos Machado            | Avante       |
| Ênio Tatto                | PT           |
| Erica Malunguinho         | PSOL         |
| Marina Helou              | Rede         |
| Maria Lúcia Amary         | PSDB         |
| Wellington Moura          | Republicanos |

Paulo Henrique é chefe do gabinete de Arthur do val. A professora Luciene Cavalcante acionou Ministério Público de São Paulo para investigar se foram usados recursos públicos na contratação. Ele nega as acusações.
As deputadas do Conselho de Ética criticaram a escolha do Delegado Olim na relatoria, dizendo que deveria ser uma mulher. Olim respondeu dizendo que Marina Helou já foi escolhida no último processo e o cargo não tem relação com o gênero do relator. Ele considera Arthur um amigo e já o absolveu em 2019 por ter chamado os deputados da Alesp de vagabundos. Prometeu fazer uma investigação séria que incluirá as doações recebidas pelos apoiadores.
No dia 29 de março, Arthur do Val se filiou ao União Brasil. O ato foi visto como possível manobra para conquistar uma grande bancada da Alesp e acabar com uma pena branda.
A Alesp ouviu no dia 5 de abril as dez testemunhas de defesa. Elas são:
- Maria Rita Curty
- Fernanda Graziella
- Danielle dos Anjos Xavier
- Thais Degiovani
- Giulia Passos Blagitz (sua ex-namorada)
- Caio Martinhago
- Filipe Caneo Baptista
- Bruno Lorusso
- Felipe Cunha
- Maks Gritsiv

Apenas Maria Rita Curty e Giulia Passos Blagitz compareceram. Arthur argumenta que os avisos foram dados em cima da hora e as testemunhas não puderam vir. O advogado de Arthur do Val solicitou que os áudios fossem passados pela perícia e a continuidade das oitivas para as testemunhas que não compareceram. Ambas foram negadas. Arthur convocou protestos na assembléia, instruindo para os manifestantes não ofenderem ninguém.

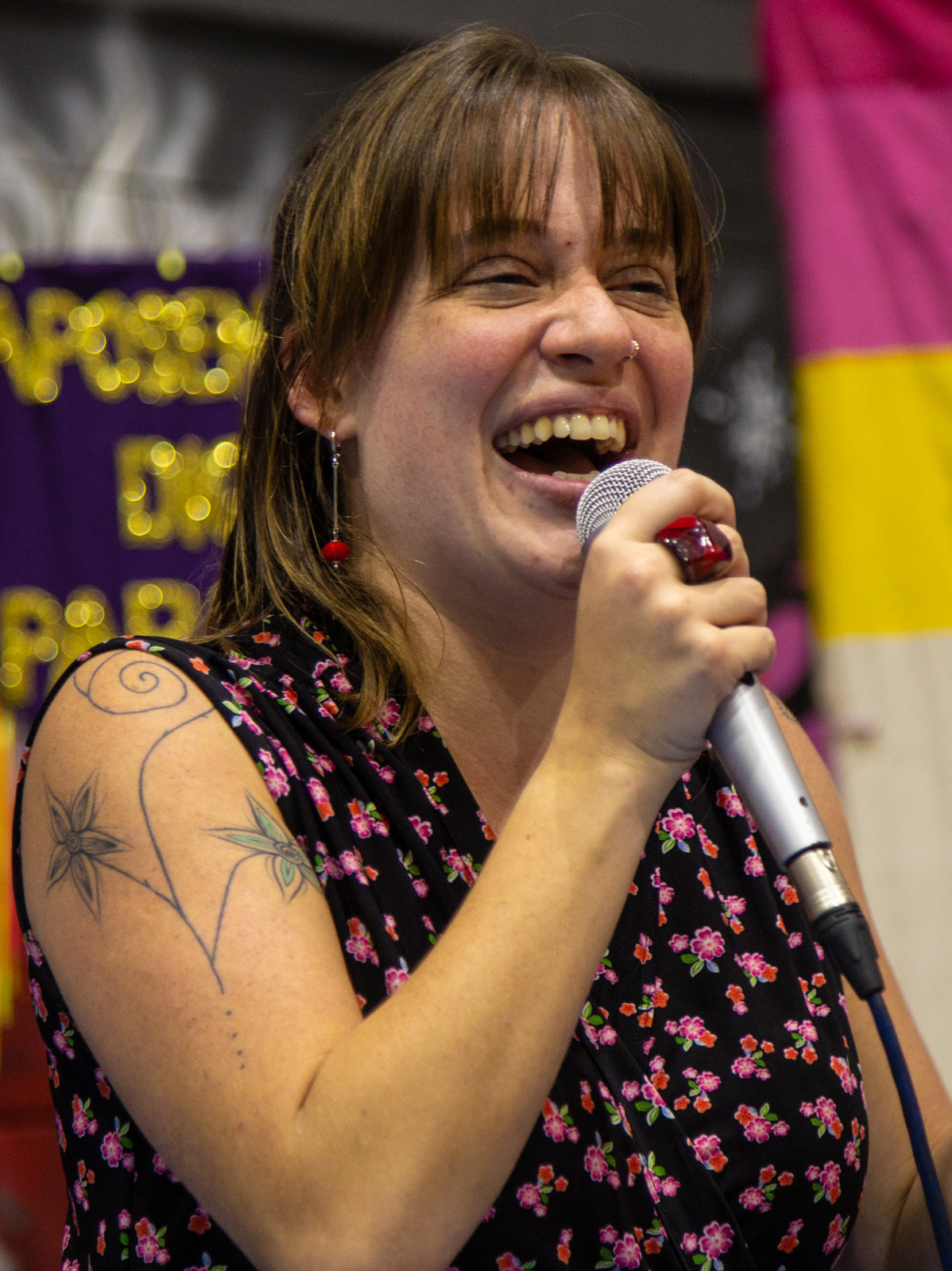
Isa Penna, assediada por Fernando Cury na ALESP.

### Comissão de Ética
No dia 12 de abril de 2022, a Comissão de Ética da Assembleia Legislativa de São Paulo aprovou o pedido de cassação do mandato do deputado Arthur do Val por quebra de decoro parlamentar. Durante a sessão, mulheres ucranianas foram barradas de assistir o julgamento, mas posteriormente conseguiram acesso ao plenário. Militantes do MBL também marcaram presença. Renato Battista, ex-assessor de Arthur do Val, agrediu o ex-funcionário do deputado Gil Diniz (PL) por ele ter dito que perderia o emprego. Um dos depoimentos mais aguardados foi o de Isa Penna, que foi assediada por Fernando Cury dentro do plenário. A defesa de Arthur usou o caso como exemplo de impunidade para sustentar a narrativa de perseguição política. Em resposta, Isa Penna diz que a injustiça é para com ela, e não Arthur.
| “                     | É injusto que Fernando Cury não tenha sido cassado, mas a injustiça é comigo, é com as mulheres, e não com Arthur do Val. Portanto (...) tire o meu nome, a situação de violência que eu passei nessa casa, das suas justificativas públicas e jurídicas. Porque se teve alguém que foi injustiçado não é você com a sua cassação. Fui eu, que sofri uma violência, sofro com ela até hoje nessa casa, sou obrigada a conviver com o homem que me assediou graças a muitos deputados que estão aqui bradando pelo direito das mulheres. | ” |
| — Isa Penna, deputada | |   |

### Renúncia e desdobramentos
Oito dias depois, Arthur renunciou ao cargo. Apesar disso, os deputados mantiveram os planos de punição. O MBL anunciou planos de judicializar o caso, já que de acordo com eles a renúncia deveria parar o processo de cassação, pedido que foi formalizado pelos advogados de Arthur no dia 26. O presidente da Alesp, Carlão Pignatari, suspendeu a reunião da Comissão de Constituição e Justiça e pediu para os advogados emitirem um padecer. Emídio de Souza se pronunciou dizendo que a renúncia não anula o processo.
Também no dia 20 de abril, o Delegado Olim disse em entrevista com Rogério Vilela no podcast Inteligência Ltda. que Isa Penna teve sorte de ser apalpada por Fernando Curry e que se reelegerá por causa disso. Isa Penna anunciou que entrará com ação no Conselho de Ética para o afastamento de Olim. A presidente do Conselho de Ética da Alesp, Maria Lúcia Amary, disse que achou a fala inoportuna e intempestiva. Arthur do Val também criticou o Delegado. Após a repercussão, Olim disse que se expressou mal. No dia 25 de abril, Isa Penna pediu o afastamento preventivo do Delegado Olim do Conselho de Ética e Decoro da Alesp e a investigação do caso. O pedido foi apoiado por Renato Battista, do MBL.
No dia 30 de abril, Arthur passou pelo seu primeiro "teste de público" ao marcar presença no show da banda Kiss no Allianz Parque. O MBL diz que o saldo foi positivo, já que houve apenas uma provocação isolada e muitos pedidos de fotos.

### CCJ
No dia 3 de maio, a CCJ da Alesp aprovou a cassação de Arthur do Val por nove votos a um, com apenas Milton Leite Filho votando contra, usando o caso de Isa Pena como argumento. Durante a seção, Milton Leite tentou mudar a pena para a perda temporária do mandato, que foi negado pela Casa.
| Nome               | Partido      | Cargo      | Voto pela cassação |
| ------------------ | ------------ | ---------- | ------------------ |
| Mauro Bragato      | PSDB         | Presidente | Sim                |
| Marcos Zerbini     | PSDB         | Relator    | Sim                |
| Emídio de Souza    | PT           |            | Sim                |
| Paulo Fiorilo      | PT           |            | Sim                |
| Caio França        | PSB          |            | Sim                |
| Wellington Moura   | REPUBLICANOS |            | Sim                |
| Sérgio Victor      | NOVO         |            | Sim                |
| Marta Costa        | PSD          |            | Sim                |
| Delegado Olim      | PP           |            | Sim                |
| Milton Leite Filho | UNIÃO        |            | Não                |

### Cassação
No dia 17 de maio, a Alesp decidiu por unanimidade (73 votos a favor e 21 abstenções) pela cassação de Arthur do Val, baseada na Lei da Ficha Limpa. Arthur não esteve presente na votação e se manifestou dizendo que a decisão deixa clara a perseguição política que estaria sofrendo. Carlão Pignatari, presidente da Casa, disse que o caso é um exemplo de que esse tipo de situação não acontecerá na Alesp. Isa Penna disse que estava feliz com o resultado, "É com muita satisfação que um machista, um racista, como Arthur do Val, vai ser cassado." Enio Tatto disse que era um dia triste para a Casa, já que a última cassação da Alesp havia sido de Hanna Garib em 1999, por envolvimento com a máfia dos fiscais. Outras pessoas que comemoraram a cassação foram Gleisi Hoffmann, Simone Tebet, Sâmia Bomfim, Juliano Medeiros, Manuela d'Ávila, Ivan Valente e Erika Kokay.

## Consequências

### MBL
Tanto a publicação dos áudios quanto a defesa de Kim Kataguiri da existência de um partido nazista fez com que especulassem a extinção do grupo. Áudios internos do MBL do começo de abril mostram que o partido estava sofrendo boicotes de palestrantes para seus cursos, a maior fonte de renda do grupo. Entre os que deixaram de confirmar ou negaram a presença, estão Eduardo Leite, Danilo Gentili, Heni Ozi Cukier, Monark e Luiz Felipe Pondé. Oficialmente, o MBL diz que apesar dos empasses, conseguiu contar com nomes como Francisco Razzo, Martim Vasques, Maurício G. Righi e Paulo Cruz. Em entrevista para a Folha de S. Paulo publicada no dia 17 de maio, Renan Santos diz que os áudios foram um baque para o MBL. Também disse que o movimento não é misógeno, já que o grupo "(...) não se leva a sério, e a nossa linguagem passa por isso." Também anunciou seu afastamento da Faria Lima para viajar pelo Brasil, e que votaria nulo nas eleições presidenciais de 2022.  O MBL também passou a apostar em figuras como Rubinho Nunes, conhecido por sua capacidade de articulação na Câmara, Kim Kataguiri, Renato Battista e a ativista Adelaide Oliveira. Arthur do Val seguirá dando apoio para a reeleição dos colegas e como influencer defensor dos ideais do grupo.

### Resposta legal
Arthur do Val recorrerá em duas frentes. A primeira, no âmbito estadual, tentará anular a decisão da Alesp, alegando que o ex-deputado não teve amplo direito à defesa. A segunda, na esfera eleitoral, visará reobter seus direitos políticos, alegando que ele já havia renunciado antes da cassação. Sua solicitação foi negada pelo Tribunal de Justiça de São Paulo (TJSP). Ele foi condenado a pagar R$ 5 mil e tornou-se ineligível até 2030.

### Abertura de jurisprudência
A cassação também abre jurisprudência para casos similares com o de Arthur do Val, como Camilo Cristófaro, que afirmou durante a CPI dos Aplicativos que não lavar calçada é coisa de preto, de Wellington Moura, que disse durante o plenário que colocaria um cabresto na deputada de Mônica Seixas, e Rodrigo Amorim, que afirmou que a deputada transsexual Benny Briolly parecia um "Boizebu" por ser uma aberração da natureza.